# Byron (hrabstwo Monroe)
Byron – miasto w Stanach Zjednoczonych, w stanie Wisconsin, w hrabstwie Monroe.